# Anthurium beltianum
Anthurium beltianum (Standl. & L.O.Williams, 1952) è una pianta della famiglia delle Aracee, endemica del Nicaragua.